# Довідник з історії України
Довідник з історії України (Історія України) — енциклопедична книга про історію України. Вийшло щонайменше два видання київського видавництва «Генеза», яке спеціалізується на виданні шкільних довідників. Перше видання було опубліковане у 1993-99 рр., друге у 1999 р.
Автори довідника — Ігор Підкова та Роман Шуст.
Автори пояснюють основні історичні терміни і поняття, подають короткі довідки про найважливіші події української історії, біографії українських і зарубіжних державних, політичних, громадських, культурних і військових діячів, літераторів, учених і митців, життя та діяльність яких були пов'язанні з Україною
Вебверсія також містить електронні копії українських історичних контурів від таких українських істориків, як Наталія Яковенко та Ярослав Грицак.